# Textur (ost)
Textur beskriver utseendet på en hårdosts hål eller pipor. De olika texturerna beror på skillnader i tillverkningsprocessen, och har gett namn åt tre olika typer av hårdost.

## Grynpipig textur

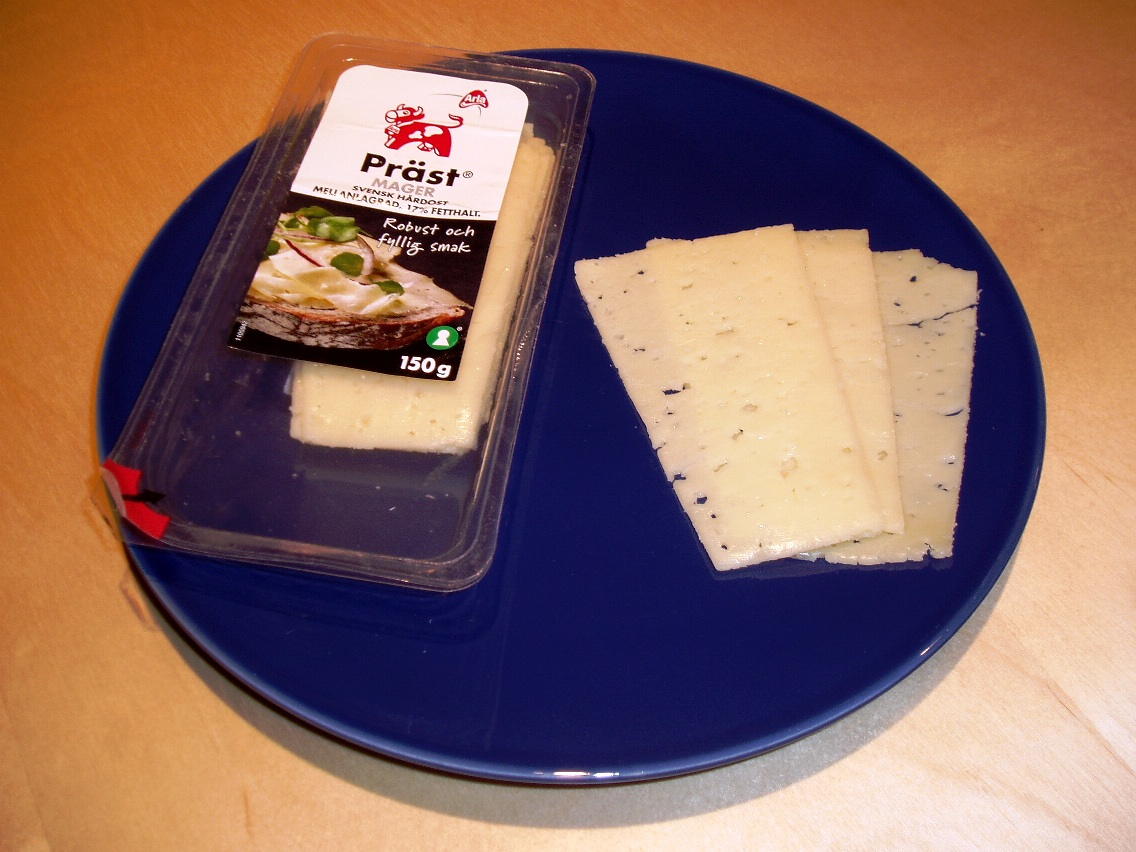
Prästost med grynpipig textur.

En ost med grynpipig textur har många oregelbundna hål, stora som risgryn. Dessa uppkommer i ostar där ostmassan rörts om medan vasslen avtappats. Då uppstår många små luftfickor som utvidgas när koldioxid bildas under mognadsprocessen. Många svenska ostar som Svecia, Hushållsost, Prästost och Västerbottensost är grynpipiga.

## Rundpipig textur

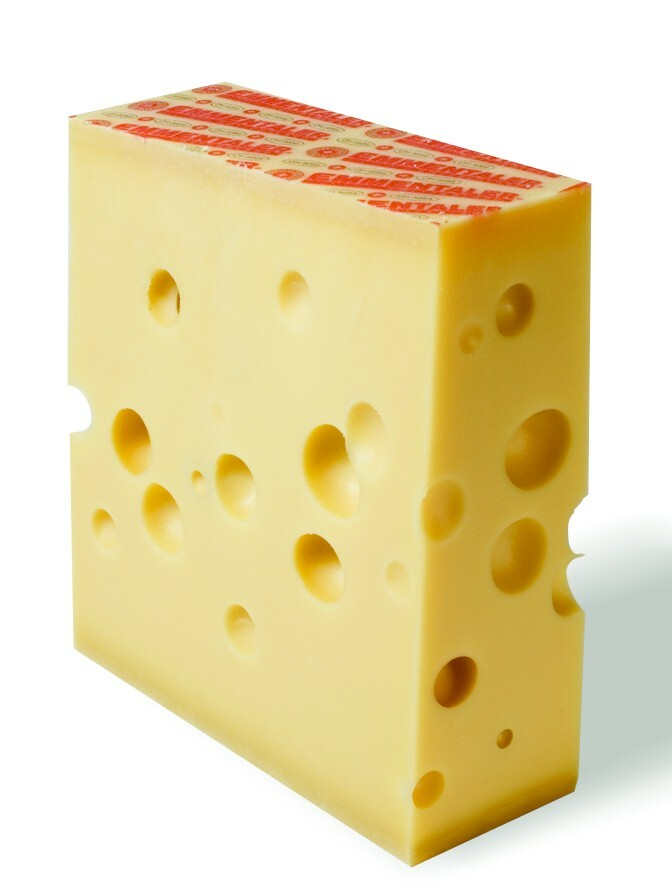
Emmentaler med typisk rundpipig textur.

En rundpipig ost har färre, men större och ungefär sfäriska hål. Dessa uppkommer när en bakteriekultur bildar koldioxid i en ostmassa som pressats. Texturen kan delas in ytterligare i storpipig och småpipig. Emmentaler, Herrgårdsost, Jarlsberg och Grevé har rundpipig textur.

## Tät textur

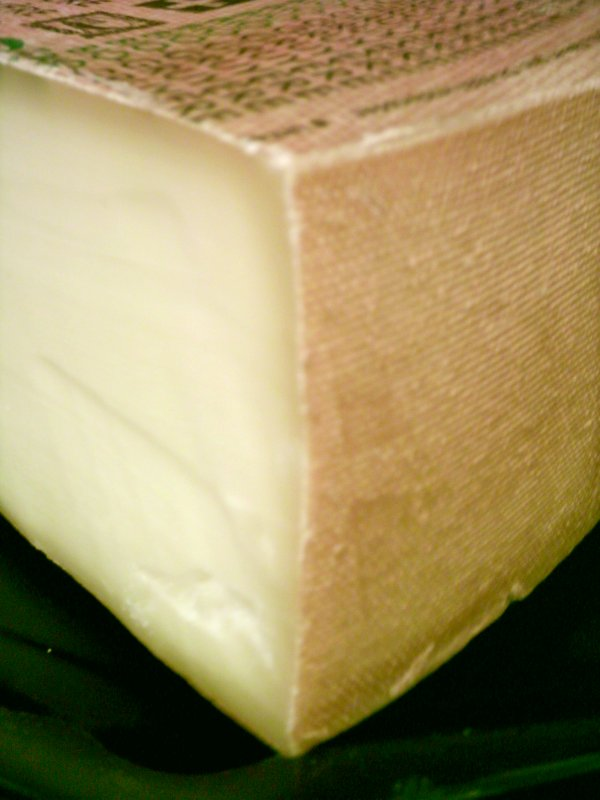
Schweizisk Gruyère med tät textur.

En ost med tät textur har nästan inga hål, men sprickor kan förekomma. Exempel är Cheddar, Parmesan och, vanligen, Gruyère från Schweiz.